# Cine Madrid
El Cine Madrid fue un local de espectáculos diversos, situado en la plaza del Carmen esquina a la calle de Tetuán, entre la Puerta del Sol y la Gran Vía de Madrid (España). En su origen, ya desde finales del siglo XIX, funcionó como popular frontón, conocido como Frontón Central, y Gran Kursaal o Kursaal Central (1904), cuando los juegos de pelota compartieron espacio con espectáculos sicalípticos de cupletistas y vedettes como la «Bella Chelito» o «la Fornarina», y de bailarinas míticas como Mata Hari. Una nueva reforma del edificio lo convirtió en el Teatro Madrid por un breve periodo, recuperándose como salón cinematográfico y de eventos. Su conversión como cinematógrafo vivió varios periodos, entre 1925 y 1943, y como multicine a partir de la década de 1970, que cerró a comienzos del siglo XXI, y que tras unos años en estado de abandono fue derruido. Durante su etapa como frontón-sala despertó el interés de escritores de la época como Valle-Inclán. En 2017 se inauguró una tienda de electrónica del grupo Media Markt.

## Historia
Al inicio del siglo XIX gran parte del espacio de la plaza del Carmen se encontraba ocupado por el Convento del Carmen Calzado. Con el derribo del conjunto dentro del proceso de la desamortización española se instaló allí un mercado y una cancha para el juego de pelota, que junto con el Frontón Recoletos y el Frontón Madrid dan una idea de la popularidad de este deporte en el Madrid decimonónico.

### Frontón Central

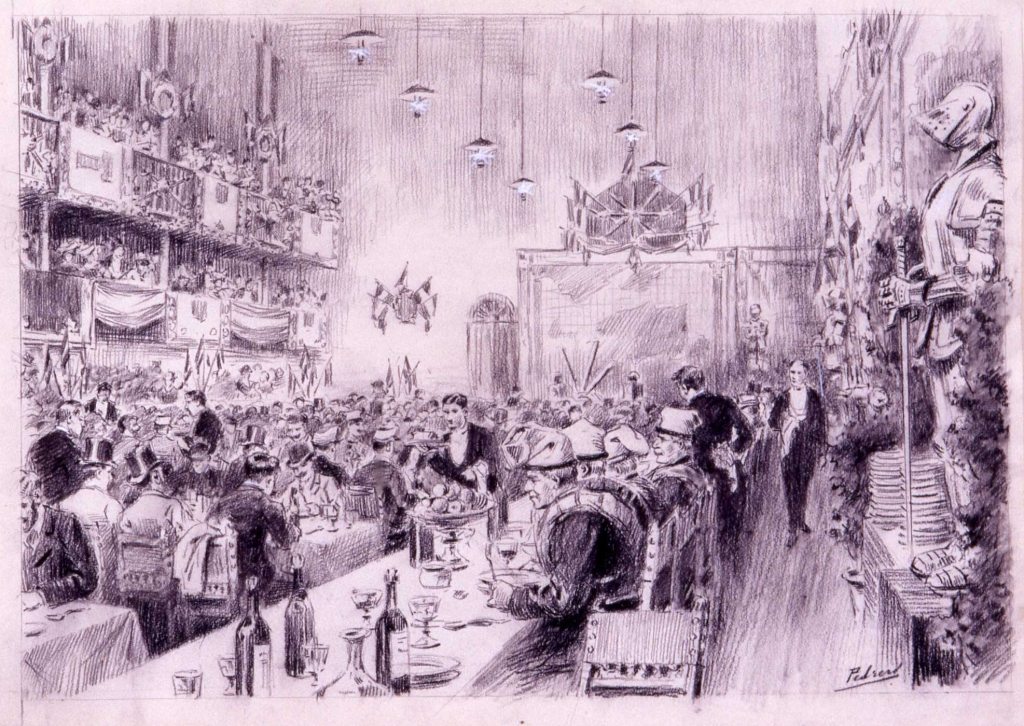
Banquete popular ofrecido a los voluntarios catalanes de la guerra de África en el Frontón Central el 6 de noviembre de 1905. Dibujo de Mariano Pedrero.

El edificio original fue realizado en el año 1898 por el arquitecto Daniel Zavala Álvarez y su primer arrendatario fue el empresario vasco Luciano Berriatua. Tuvo su entrada por la calle de Tetuán y se accedía desde un pasillo que tenía un café. Además de frontón y albergar las primeras jornadas de boxeo en Madrid, sirvió de teatro para mítines y conferencias, y salón de baile (los anuncios de la época mencionan un espacio capaz de albergar a dos mil parejas de baile). También fue aprovechado para las primeras representaciones cinematográficas en Madrid.

### Central Kursaal
A partir de los primeros años del siglo XX toma el nombre de Kursaal Central o Gran Kursaal, según propuesta que el crítico Martínez Olmedilla atribuye al periodista Mariano de Cavia. Se convierte entonces en un salón de variedades, siguiendo el modelo parisino del Théâtre des Variétés. La nueva fórmula permitía que de día se jugara a la pelota y de noche se dieran cita en él los más alegres y atrevidos espectáculos, convirtiéndose en uno de los preferidos de artistas o literatos como Valle-Inclán. Este autor ofició como celestino en una romántica historia de amor muy comentada en la época. Ocurrió que actuaba en el Kursaal una joven cupletista Anita Delgado, de la que se enamoró el Maharajá de Kapurthala hasta el punto de que la historia acabaría en boda.

### Cine Madrid
En los años veinte se decide emplear el enorme espacio del edificio en una sala de cine, tal y como se venía haciendo en los lugares de la vecina Gran Vía. El arquitecto encargado de hacer la reforma fue Carlos Arniches Moltó, aunque otros indicios apuntan a Manuel López-Mora Villegas (autor también de las reformas del Cine Doré). La reforma incluyó la transformación de la cancha en patio de butacas, los servicios del interior y la modificación de la fachada. Se inauguró como cine el 29 de diciembre de 1925. Entre los usos variados que tuvo la sala se puede citar el discurso que Manuel Azaña pronunció en él, un 14 de marzo de 1933 y el pronunciado por José Antonio Primo de Rivera el 19 de mayo de 1935 por la fusión de la Falange Española y las JONS. Ya a finales del año 1933 se cerró unos meses, pero durante la guerra civil española continuó funcionando como cine.

### Teatro Madrid
En el inicio de la década de 1940 el arquitecto Cesar de la Torre Trassierra realizó modificaciones importantes en la fisonomía del edificio; cambia el acceso desde la calle Tetuán a un pórtico tetrástilo abierto a la plaza del Carmen y se abre con el nombre de Teatro de Madrid o Teatro Madrid.

Elementos ornamentales y arquitectónicos
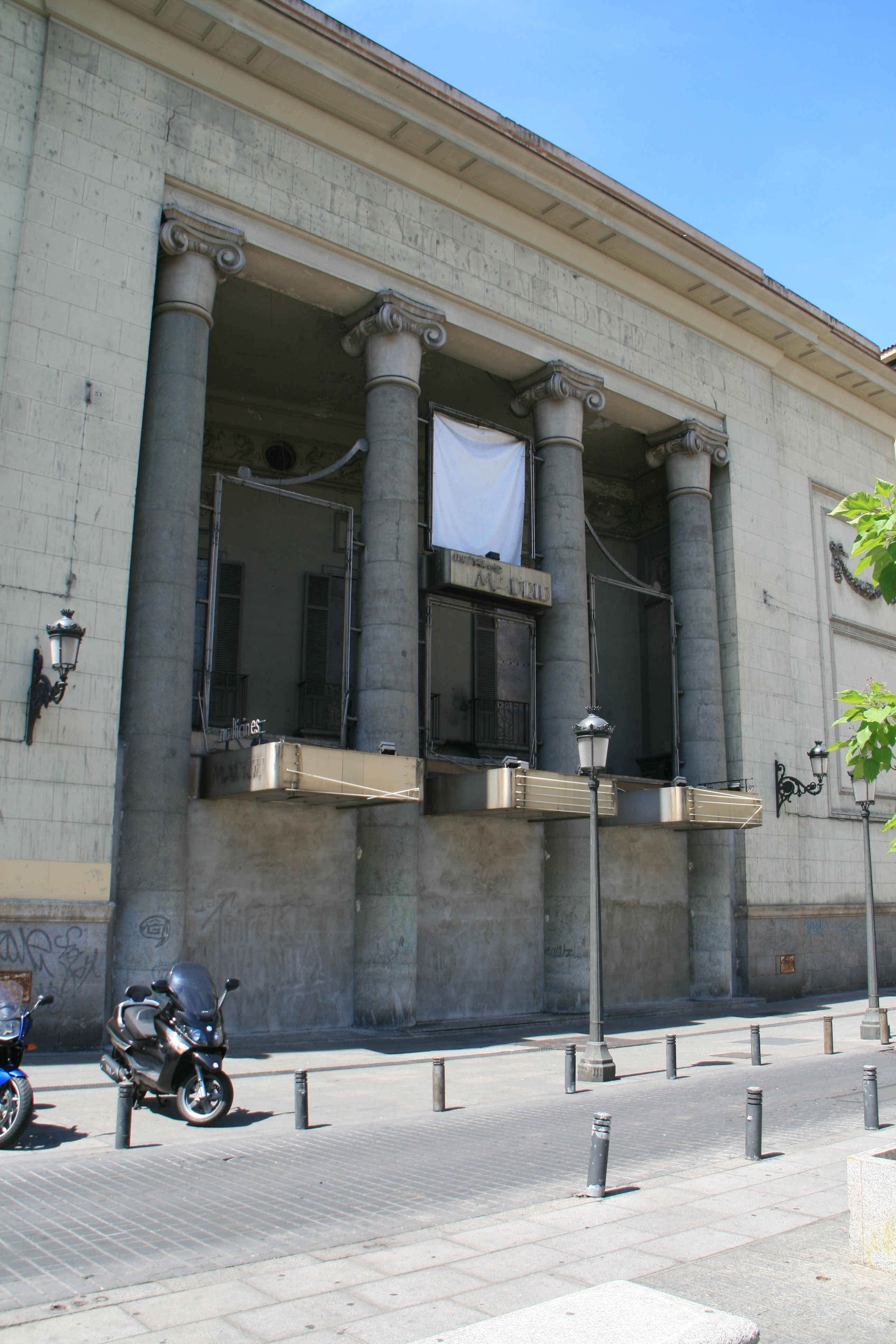
Pórtico tetraestilo construido en la reforma del año 1943.
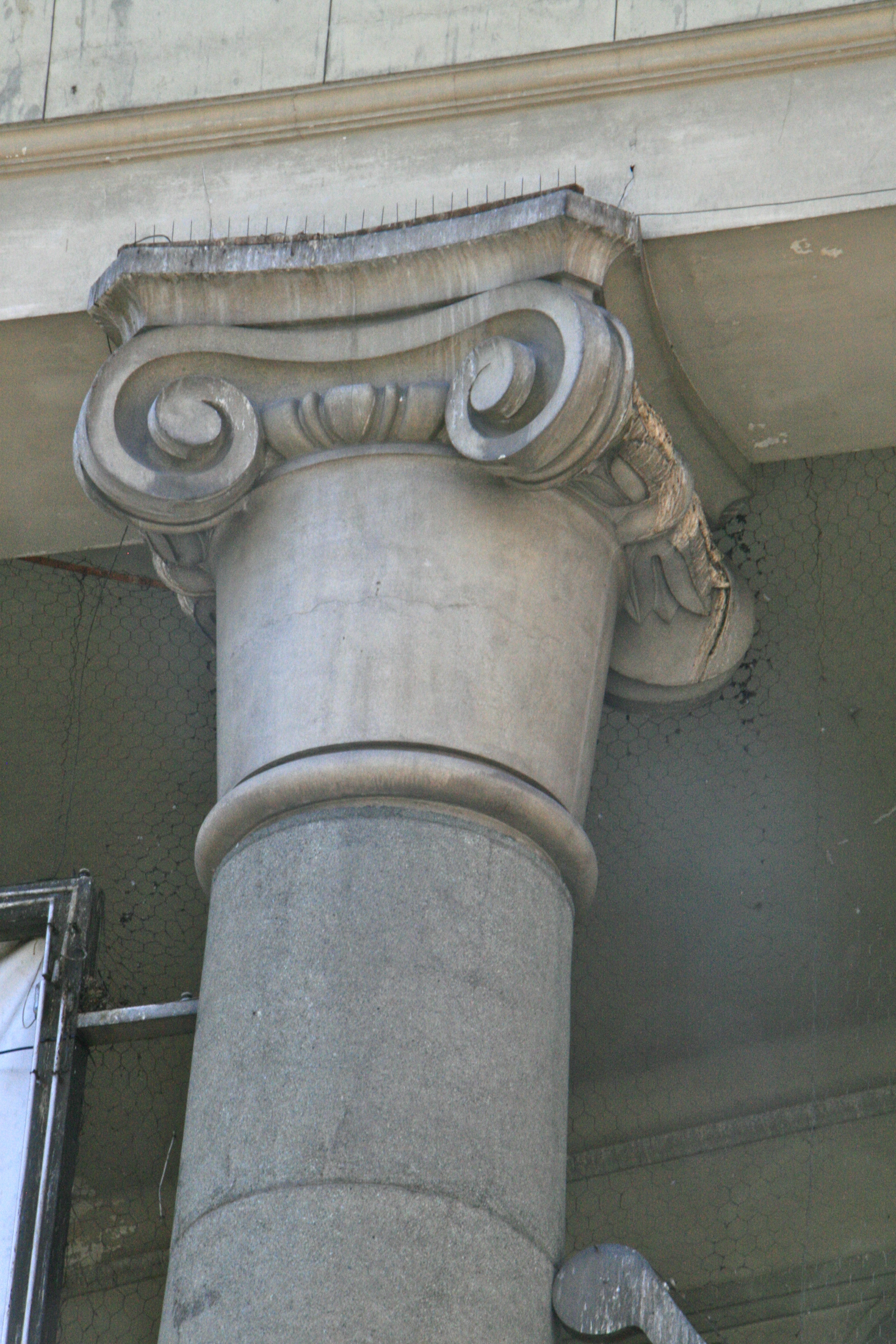
Detalle de la imposta de la fachada.
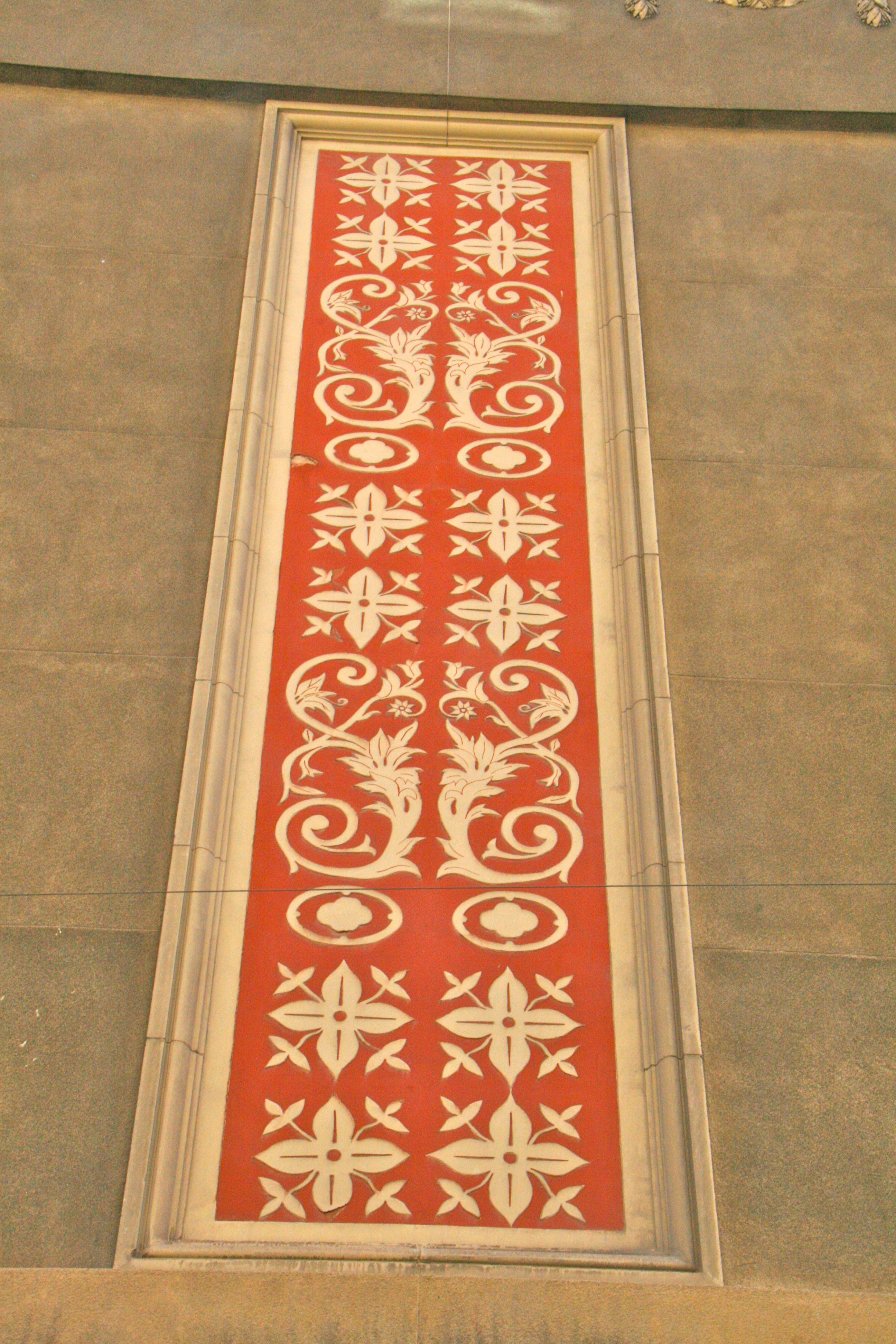
Ornamentación de esgrafiados en la calle de la Salud.
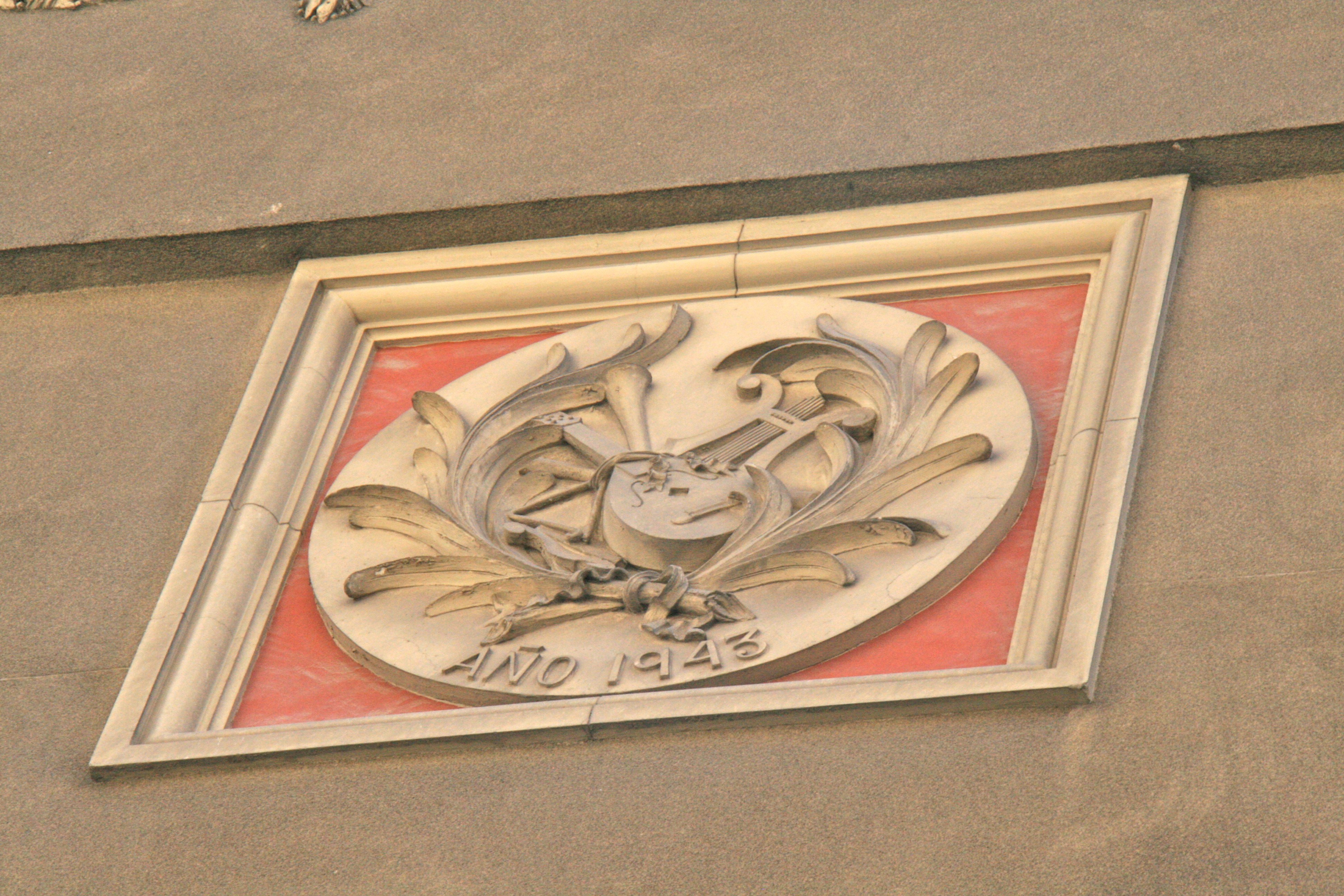
Plafón de obra y cerámica indicando la fecha de rehabilitación.

Se inaugura el Teatro de Madrid el 8 de octubre de 1943 con el estreno de La Venta de los Gatos de José Serrano. El nuevo teatro, que contaba con unas 1700 localidades sólo funcionó durante dos años, y el 26 de septiembre de 1945 volvió a ser el Cine Madrid, proyectando para su inauguración Una Nación en marcha (título original Wells Fargo del director Frank Lloyd).

### De nuevo «Cine Madrid»

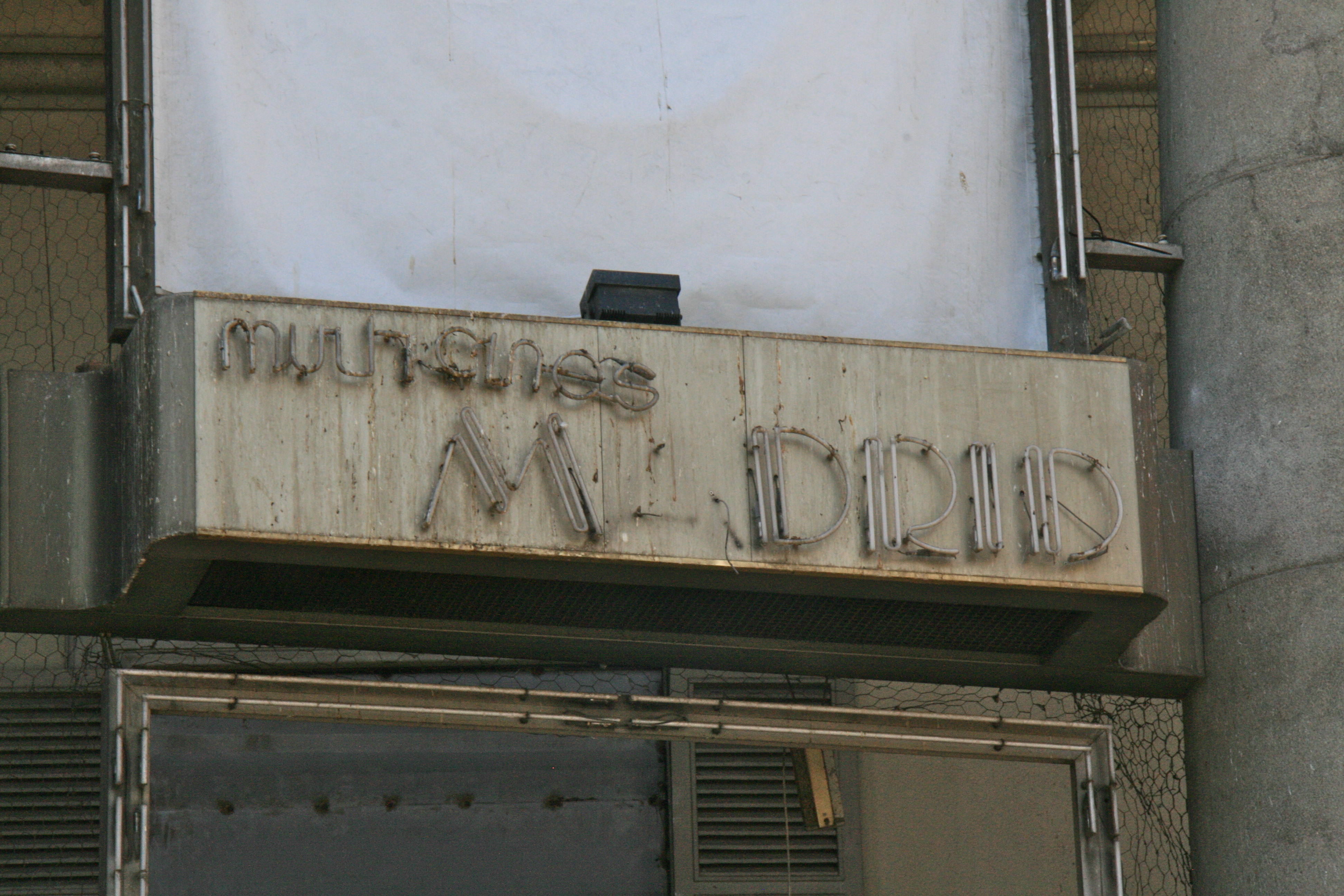
Cartel de los «multicines Madrid» en estado de abandono.

En los años setenta se modificó la estructura interior para convertirlo en un multicine de cuatro salas, según diseño del arquitecto Manuel Peña Arribas, que se inauguró en 1979. Los multicines Madrid cerraron en 2002 y el local quedó abandonado por más de una década, hasta que en 2014 el edificio fue derribado, conservándose tan solo las fachadas exteriores.

### Espacio comercial
En mayo de 2017 se inauguró una nueva tienda de electrónica de la cadena Media Markt con una superficie de 2500 metros cuadrados (3700 si se cuenta el almacén y las oficinas).